# ボリビアリスザル
ボリビアリスザルは、リスザル属の猿。名前の通り、ボリビアの森林に多く棲むほか、コスタリカ、パナマなどの中米地域や、ボリビア近隣の南米アマゾン川上流の森林に生息する。
尾を除く頭胴長は30cm程度、体重は1kg程度の小型の猿で、黄色がかった体毛が特徴である。頭と口の回り、尾の先の毛は黒い。
雌は雄より小さく色黒である。数十頭の雄雌から成る「複雄複雌群」を形成して、最大500haの行動圏を持つ。成長した雄は群れを離れる母系社会の形態を採る。別種のオマキザル科の群れと共同生活を送ることもある。季節繁殖動物であるため、1年の内の数か月しか繁殖期間がなく、雄は繁殖期に体重が増大して攻撃的になる。雌は生後2年半で繁殖可能となり、2年周期で繁殖を行う。妊娠期間は5か月、1回の出産で1頭の子供を産み、母親と血縁のある雌（姉や叔母）が子育てを行うアロマザリングと呼ばれる保育システムを採用している。
雑食で主食は果実、他に木の実、木の葉、昆虫、小動物（カタツムリやカエル、小鳥など）、鳥の卵などを食べる。セミも好物であるため、広い飼育ゲージで放し飼いをすると、セミが食い尽くされ、夏場でもゲージ内が静まり返るほどであるという。
戦時下の1940年頃から日本の動物園で飼育され始め、戦後の1959年から各地の動物園での飼育が盛んになるが、かつては未分類で、複数の別種と併せて同じリスザルとして扱われていた。現在では本種とコモンリスザルのどちらかを飼育する動物園が多い。また、ペットとしても飼われている。正確な寿命は判明していないが、飼育下では20歳を超えると高齢の兆候が見られ始める。

## 保全状態評価
- LEAST CONCERN (IUCN Red List Ver. 3.1 (2001))
[5]